# Villava
Villava (em castelhano) ou Atarrabia (em basco) é um município da Espanha na província e comunidade foral (autónoma) de Navarra, que faz parte da comarca da Cuenca de Pamplona e da área metropolitana de Pamplona. Tem 1,06 km² de área e em 2021 tinha 10 131 habitantes (densidade: 9 557,5 hab./km²). É o município mais pequeno de Navarra e um dos que têm a densidade populacional mais alta.

## Demografia
| Variação demográfica do município entre 1991 e 2004 | Variação demográfica do município entre 1991 e 2004 | Variação demográfica do município entre 1991 e 2004 | Variação demográfica do município entre 1991 e 2004 |
| --------------------------------------------------- | --------------------------------------------------- | --------------------------------------------------- | --------------------------------------------------- |
| 1991                                                | 1996                                                | 2001                                                | 2004                                                |
| 7 528                                               | 8 570                                               | 9 575                                               | 1 0179                                              |